# Alice (Alice)
Alice è il quarto album in studio di Alice, pubblicato in Italia nel 1981; in Germania venne pubblicato col titolo Per Elisa.

## Descrizione
L'album uscì alcuni mesi dopo la vittoria al Festival di Sanremo con il brano Per Elisa, anch'esso frutto della collaborazione con Franco Battiato e Giusto Pio e fu promosso nel suo primo tour europeo. In Germania venne pubblicato con grafica e copertina differenti e intitolato Per Elisa; con la stessa grafica e copertina è stato poi pubblicato il singolo Una notte speciale dove ottenne un grande successo commerciale. L'album venne distribuito anche in Giappone, con grafica e copertina ancora differenti.
Nel 2021, a quarant'anni dalla pubblicazione,  Una notte speciale viene inserita nella colonna sonora di House of Gucci, il film di Ridley Scott con Lady Gaga.

## Tracce
Musiche di Battiato, Pio.
1. Per Elisa – 3:36 (Alice, Battiato, Pio)
2. A te... – 4:55 (Alice, Battiato, Pio)
3. Non ti confondere amico – 4:25 (Alice, Battiato, Pio)
4. Una notte speciale – 4:17 (Alice, Battiato, Pio)
5. Non devi avere paura – 3:41 (Alice)
6. Senza cornice – 5:29 (Alice, Battiato, Pio)
7. Momenti d'ozio – 3:17 (Alice, Battiato, Pio)
8. Tramonto urbano – 3:18 (Alice, Battiato, Pio)

## Formazione
- Alice – voce
- Alberto Radius – chitarra
- Paolo Donnarumma – basso
- Walter Calloni – batteria
- Filippo Destrieri – tastiera, sintetizzatore, Fender Rhodes, pianoforte
- Flaviano Cuffari – batteria (in Per Elisa, Non devi avere paura, Momenti d'ozio)
- Hugo Heredia – sax
- Franco Tangari – oboe
- Salvatore Giumeno – clarino
- Giusto Pio - violino
- Paola Orlandi – cori (in Una notte speciale)

## Classifiche

### Classifiche settimanali
| Classifica (1981–82) | Posizione massima |
| -------------------- | ----------------- |
| Germania             | 16                |
| Svezia               | 30                |

### Classifiche di fine anno
| Classifica (1982) | Posizione |
| ----------------- | --------- |
| Germania          | 38        |